# کریستین پامپل
کریستین پامپل (به آلمانی: Simon Tischer) (زاده ۶ سپتامبر ۱۹۷۹ در میرزبورگ) بازیکن والیبال اهل آلمان عضو سابق تیم ملی والیبال آلمان و بازیکن فعلی باشگاه الجیش است. پامپل از ستاره‌های تیم ملیی آلمان بود.